# Simon II av Sponheim-Kreuznach
Simon II av Sponheim-Kreuznach, född cirka 1270, död 1336 i Kastellaun, var greve av ätten Sponheimer.
Hans far var Johan I av Sponheim-Kreuznach och mor var Adelheid av Leiningen-Landeck.

## Liv och arbete
Efter faders bortgång ärvde Simon tillsammans med sin bror Johan II av Sponheim-Kreuznach, grevskapet Sponheim.
År 1300 gifte sig Simon med Elisabeth av Valkenburg.
Senare kom bröderna att dela länet mellan sig. Soonwald fick bilda delningslinjen. Den norra delen med Kirchberg och Kastellaun tillföll Simon II medan den södra delen tillföll Johann II. 
Som bosättning valde Simon Kastellaun trots att Kirchberg var den enda staden för hans intresse. Därför utvecklade han slottet och försåg Kastellaun med vad som behövdes för att uppfylla förutsättningarna till att Kastellaun 1305 mottog rättigheter som stad och 1309 tillkom även rättigheterna att driva marknad. Som tillägg för framtiden byggde han en stadsmur och en ny kyrka, dagens protestantiska kyrka i Kastellaun.

## Barn
- Walram död 1380, Greve av Sponheim, gift 9 augusti 1330 med Elisabeth av Katzenelnbogen död 1383
- Simon
- Johann III född 1312, död 1348, Greve av Sponheim
- Reinhard född 1352, Stiftsherre i Mainz, Trier
- Imagina, död 1352, gift 1322 med Greve Philipp av Solms död 1364/5
- Margareta, gift 1330 med Wildgraf till Dhaun och Grumbach död 1350
- Anna född 1330, gift med greve Johann I av Katzenelnbogen död 1357
- Elisabeth, gift i 1:a äktenskapet 1331 med Greve Rudolf av Hohenberg död 1336), gift i  2:a äktenskapet 15 oktober 1340 med Ludwig av Hessen död 1345